# Fabián Flores
Fabián Flores Moreno (nacido el 25 de febrero de 2005, en Alcantarilla (España), Murcia) es un jugador de baloncesto español, que ocupa la posición de pívot. Actualmente milita en La Salud Archena de la Liga LEB Plata, cedido por el UCAM Murcia CB.

## Trayectoria
Es un pívot formado en las categorías inferiores del CB Murcia.
En la temporada 2022-23, forma parte del UCAM Murcia B de Liga EBA y en la temporada siguiente, promedia 13,4 puntos, 11,5 rebotes y 24,5 de valoración.
El 3 de febrero de 2024, debuta en Liga Endesa en un encuentro que acabaría con victoria por 96 a 76 frente al Bilbao Basket, en el que jugaría 2 minutos y 25 segundos en los que anotaría 2 puntos.
El 12 de julio de 2024, firma por La Salud Archena de la Liga LEB Plata, cedido por el UCAM Murcia CB. Disputó 30 partidos en los que registró promedios de 6 puntos, 5.3 rebotes y un 62% de acierto en tiros de campo.